# Francesc Antoni Maria de Méan
Francesc Antoni Maria de Méan et de Beaurieux (Saive, 1756 - Mechelen, 15 de gener de 1831) va ser el darrere príncep-bisbe del principat de Lieja i arquebisbe de l'arxidiòcesi Mechelen-Brussel·les del 28 de juliol de 1817 fins a la seva mort el 1831.

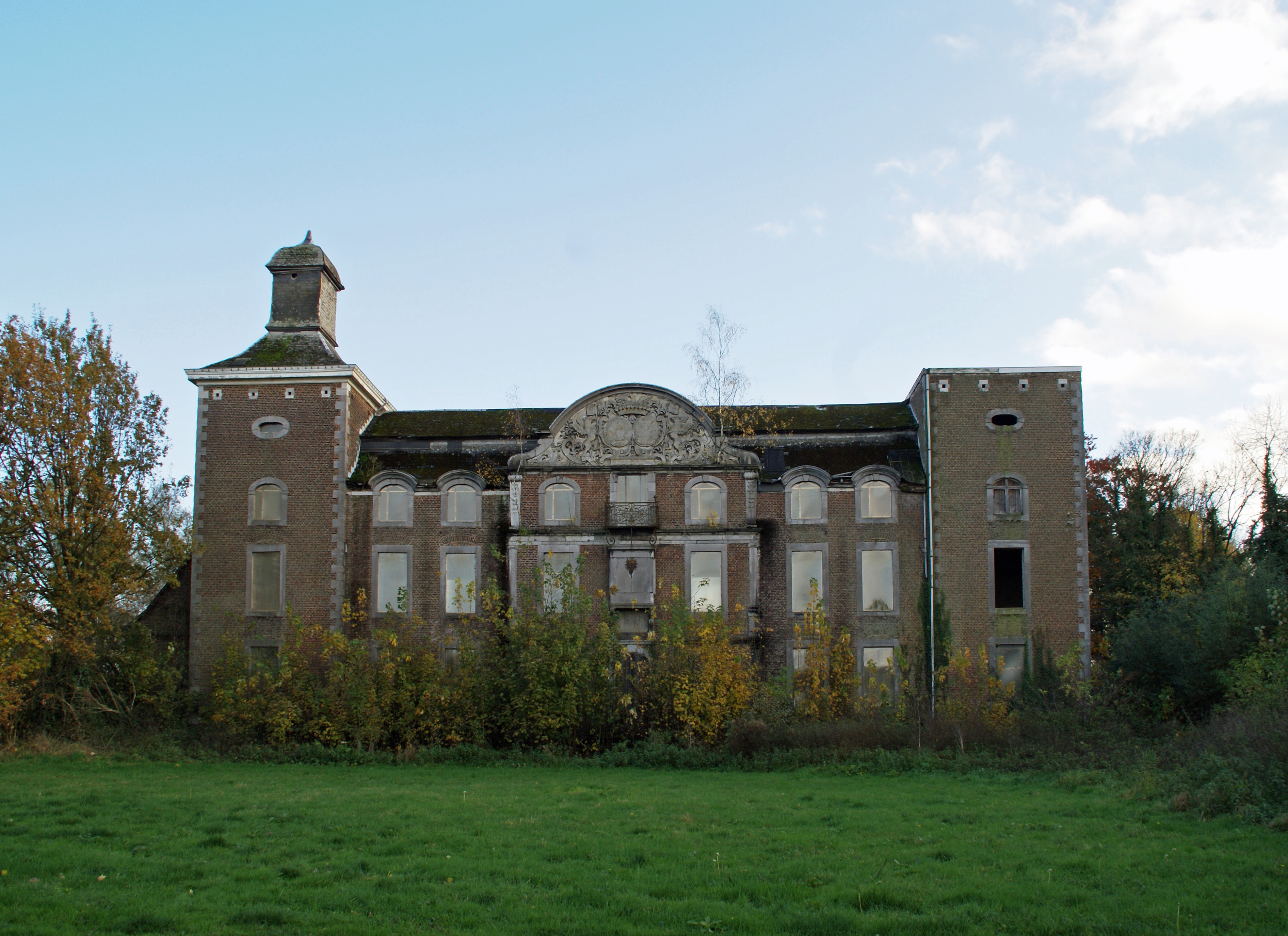
Façana principal del Castell de Méan a Saive

Era el nebot del príncep-bisbe Cèsar Constantí Francesc d'Hoensbroeck. Hoensbroeck va anomenar-lo coadjutor el 1785. A la mort del seu oncle el 1792 va succeir-lo. Quan poc després, el general francès Charles François Dumouriez va ocupar el principat, va fugir cap a Düsseldorf. La seva restauració el 1793 va passar-se en una atmosfera prerevolucionària d'odi. La política conservadora del seu oncle va fomentar un descontentament de la població general molt empobrida i del tercer estat, fart d'ésser sols a pagar impostos. El 1794, en exiliar-se una segona vegada, ara de debò, va acabar la història més que mil·lenària del principat, començat amb Notger l'any 980.
Quatre vegades durant la seva vida, l'administració del territori del principat de Lieja va canviar de mans: dels prínceps-bisbes al govern revolucionari francès (1795-1804), al Primer Imperi Francès (1804-1815), al Regne Unit dels Països Baixos (1815-1830) i finalment al regne de Bèlgica (1815-……). Durant uns mesos, de setembre de 1830 el gener de 1831, va ser el primer arquebisbe de la jove Bèlgica.